# قرار مجلس الأمن التابع للأمم المتحدة رقم 311
قرار مجلس الأمن التابع للأمم المتحدة رقم 311، الصادر في 4 فبراير 1972، بعد إعادة تأكيد القرارات السابقة حول هذا الموضوع وملاحظة استمرار الحشد العسكري من قبل جنوب أفريقيا، أدان المجلس سياسة الفصل العنصري واعترف بشرعية نضال المضطهدين من شعب جنوب أفريقيا.
ثم دعا المجلس على وجه السرعة حكومة جنوب أفريقيا إلى الإفراج عن جميع الأشخاص المسجونين نتيجة الفصل العنصري ودعا جميع الدول إلى التقيد الصارم بحظر الأسلحة. أنهى المجلس من خلال حث الحكومات والأفراد على المساهمة بسخاء وبانتظام في تمويل الأمم المتحدة لأغراض إنسانية وتدريبية لشعب جنوب إفريقيا وقرر دراسة طرق حل الوضع الحالي.
اعتمد القرار بأغلبية 14 صوتاً. امتنعت فرنسا عن التصويت.